# Hemoglobina A2
La hemoglobina A2 es un tipo de hemoglobina, que representa en el adulto del 2,4% y en el feto menos del 0,5% de la hemoglobina total. Está formada por dos cadenas de globinas alfa y dos cadenas de globinas delta, que aumenta de forma importante en la beta-talasemia, al no poder sintetizar globinas beta.